# Giovanni Antonio Tola
Giovanni Antonio Tola (Sassari, 1792 – 19 novembre 1856) è stato un politico italiano.

## Biografia
Magistrato, fu deputato del Regno di Sardegna nella I legislatura (eletto nel collegio di Oristano I) e nella V legislatura (eletto nel collegio di Cagliari IV). 
La sua elezione del luglio 1849 nel collegio di Cagliari II per la III legislatura venne invece annullata nell'agosto successivo perché non aveva compiuto il previsto triennio di inamovibilità nella magistratura.